# Mój przyjaciel sygnalizator świetlny
Mój przyjaciel sygnalizator świetlny (ros. Мой приятель светофор) – radziecki krótkometrażowy film animowany z 1978 roku w reżyserii Fainy Jepifanowej o charakterze edukacyjnym dla dzieci o zasadach ruchu drogowego.
Film ten uczy młodych widzów przestrzegania przepisów ruchu drogowego. Nie tylko dzieci, ale też wielu dorosłych błędnie sądzi, że przepisy te dotyczą tylko kierowców. Jednakże tak nie jest. Na konkretnym przykładzie dzieci zobaczą, co może się zdarzyć z tymi, co nie przestrzegają zasad ruchu drogowego, co nie orientują się w znakach sygnalizacji świetlnej i wybiegają na ulicę, kiedy im się podoba.

## Opis fabuły
Film opowiada, jak w szkole leśnej zwierzęta uczyły się przepisów ruchu drogowego. Stary i doświadczony nauczyciel – słoń był bardzo zadowolony ze swoich uczniów, wszystkich z wyjątkiem jednego – prosiaczka, który nie chciał zrozumieć ważności znaczenia przepisów i był przekonany, że może chodzić ulicą tam, gdzie chce. Jednak bardzo szybko zrozumiał swoje błędy.

## Obsada (głosy)
- Wsiewołod Abdułow
- Aleksandr Grawe